# Llofriu
Llofriu este o localitate în Spania în comunitatea Catalonia în provincia Girona în comarca Baix Empordà. 
În 2005 avea o populație de 294 locuitori. Aparține din punct de vedere administrativ de municipiul Palafrugell. Llofriu a fost atestat pe prima dată în 1032 când Berenguer I vinde niste territoriu aproape din Lofrid. În 1736 a fost un municipiu îndependent unit cu Torrent (Girona) și o parte de Regencós. 
Acest oraș a început să crească în prima parte a anului 1990 cu sosire din nou cea mai mare parte a locuitorilor de la Barcelona. La sosirea ei a început să se reabiliteze întregul sat, până la punctul în care un arhitect de la Barcelona și reabilitate asfalt piețe și alte gradini si acordarea de frumusețe pentru oameni. 
În 2003, o entitate care a creat pentru a lupta și de a propune ca Llofriu Descentralizarea municipale a fost un organism, care în ziua de azi nu a fost atins acest obiectiv. În acest sat sa născut scriitor Josep Plà și scriitor Irene Bassa Roques.

## Alte sate
- La Barceloneta
- Barri de l'Estació de Llofriu

41°55′50″N 3°07′55″E / 41.93056°N 3.13194°E
1. ↑   https://analisi.transparenciacatalunya.cat/Demografia/Nomencl-tor-estad-stic-d-entitats-i-nuclis-de-pobl/tssr-jqsj/about_data Lipsește sau este vid: |title= (ajutor)
2. ↑  Nomenclátor Geográfico de Municipios y Entidades de Población (20240402 edition)
3. ↑  Atles de la Catalunya Senyorial. Els ens locals en el canvi de règim (1800-1860)[*] Verificați valoarea |titlelink= (ajutor)
4. ↑   (PDF) http://centrodedescargas.cnig.es/CentroDescargas/documentos/Memoria_NGMEP.pdf Lipsește sau este vid: |title= (ajutor)